# Garessio
Garessio (piemontesisch Garess, ligurisch Garesce) ist eine italienische Gemeinde in der Provinz Cuneo (CN) in Region Piemont und ist Mitglied der Vereinigung I borghi più belli d’Italia (Die schönsten Orte Italiens).

## Lage und Einwohner
Garessio liegt 75 Straßenkilometer südöstlich von der Provinzhauptstadt Cuneo und ist Teil der Comunità Montana Alta Val Tanaro. Der Ort liegt auf einer Höhe von 621 m über dem Meeresspiegel und hat 2834 Einwohner (Stand 31. Dezember 2023), bei einer Fläche von 131.01 km². Zur Gemeinde zählen die Fraktionen (Frazioni) Cappello, Cerisola, Deversi, Garessio 2000, Mindino, Mursecco, Pianbernardo, Piangranone, Trappa und Valdinferno. Durch den Ort fließt der Tanaro und wird vom Berg Pietra Ardena (1103 m) dominiert.
Die Nachbargemeinden sind Bardineto, Calizzano, Castelvecchio di Rocca Barbena, Erli, Nasino, Ormea, Pamparato, Priola, Roburent und Viola.

## Geschichte

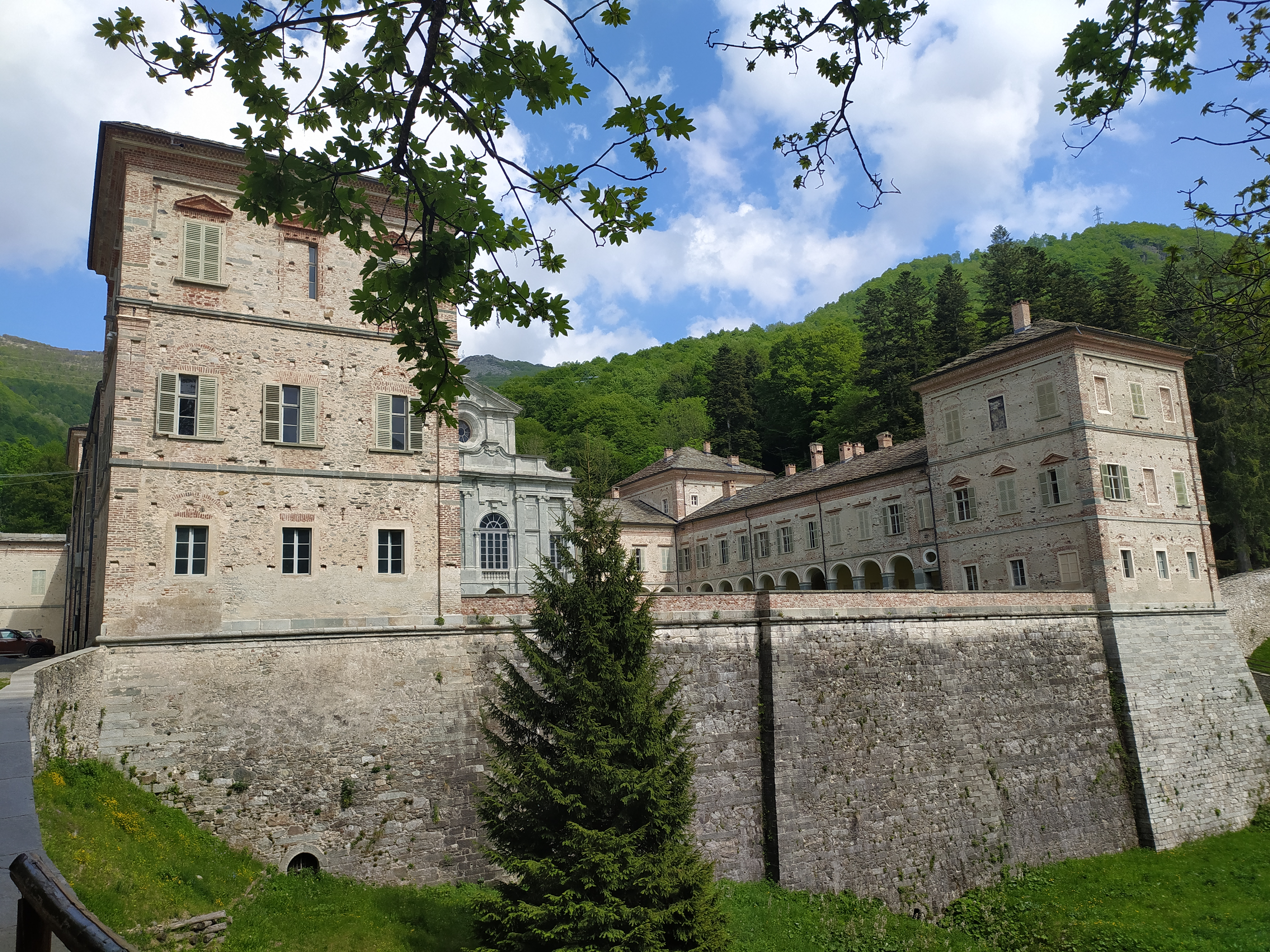
Das Schloss

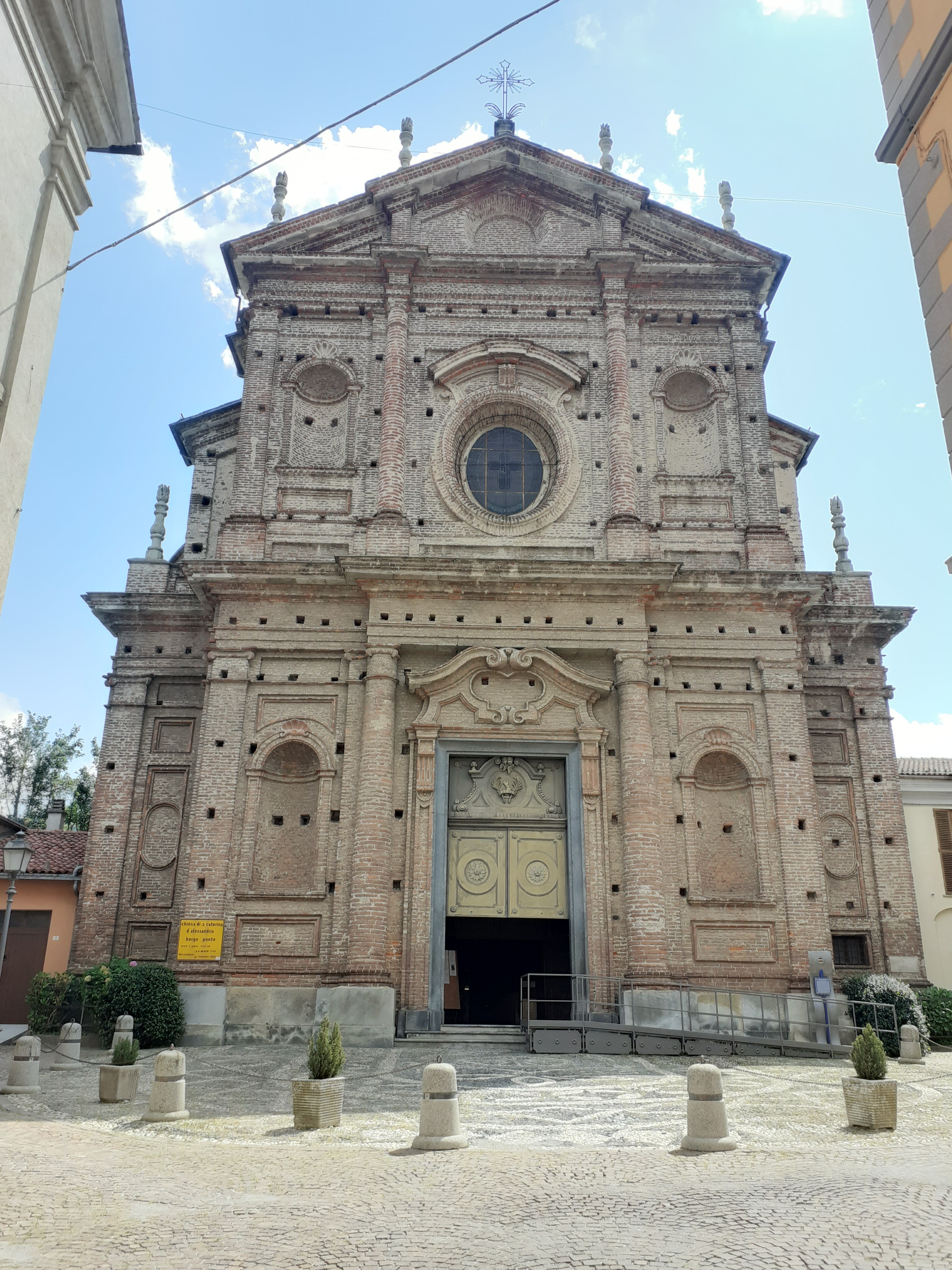
Kirche Santa Caterina d’Alessandria

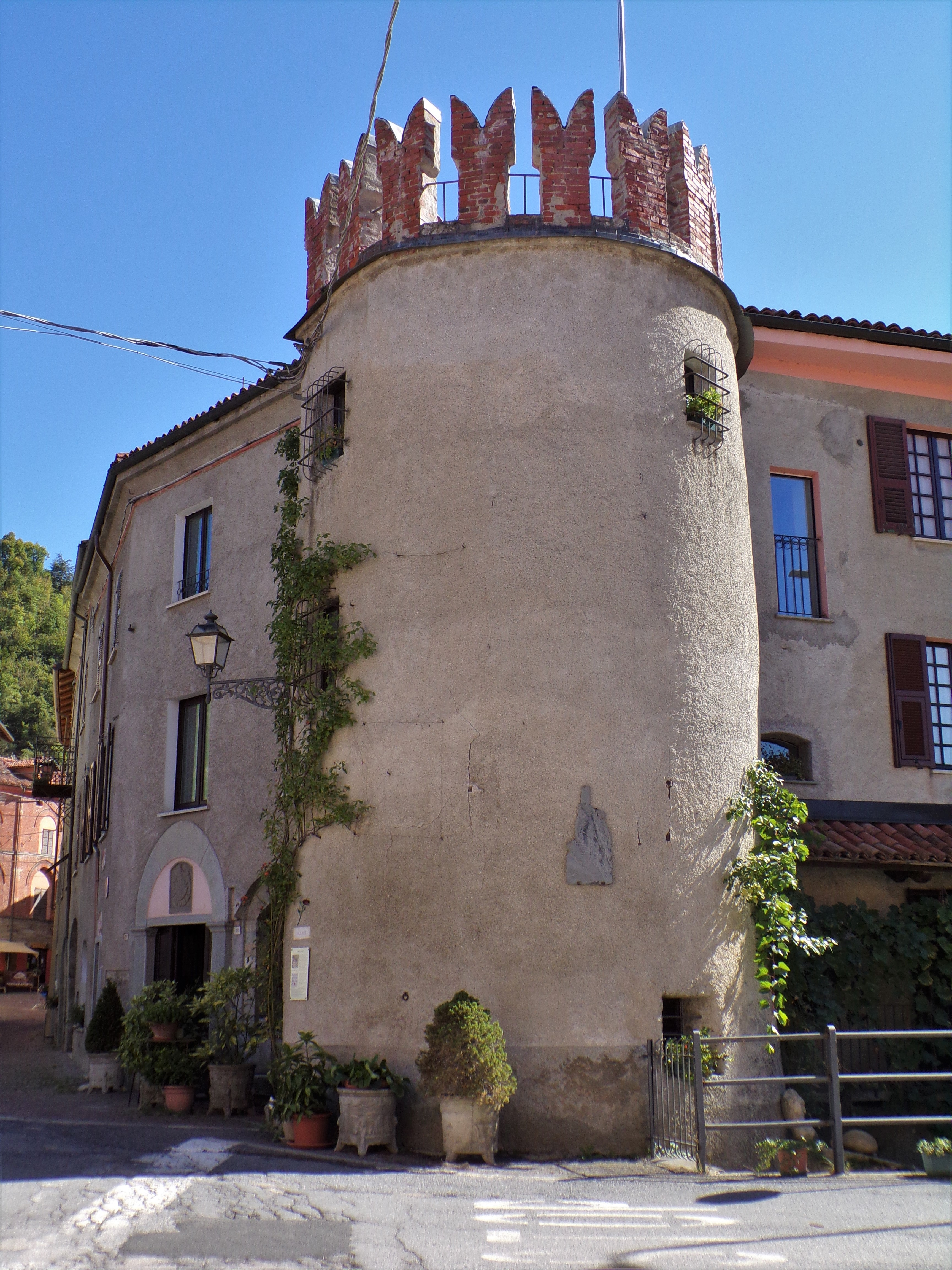
Turm Porta Rose

Seit der Antike ist die Ortschafz bewohnt und wurde von den Römern kolonisiert. Der Ortsname scheint nicht vom persönlichen germanischen Agarizzo, sondern vom edlen lateinischen Garrius abgeleitet zu sein, woraus das Adjektiv Garricius entstand, das einige jedoch auf das lateinische Garrica beziehen, „unkultiviertes Land, bedeckt mit Reisig“. Im 10. Jahrhundert von den Sarazenen besetzt, gehörte es den Markgrafen von Ceva, denen es dank der Hilfe des Volkes von Garessi gelang, die Anjou in Roccavione zu besiegen.
Ende 1200 an Asti abgetreten, gelangte es später unter verschiedene Herrscher, darunter die Orléans, die Visconti, die Sforza, Karl V. und schließlich die Savoyer. Die Gegend wurde lange Zeit von Kriegen und Seuchen heimgesucht. Von einem Verbündeten der Franzosen im Kampf gegen die Spanier, die in der ersten Hälfte des 16. Jahrhunderts einmarschierten, wurde es in den Jahren zwischen der Französischen Revolution und dem Napoleonischen Reich zu ihrem Feind. Zwischen Frankreich, Ligurien und den Savoyer Ländern gelegen, war es ein Aufenthaltsort der revolutionären und österreichisch-piemontesischen Armee. Es war das beliebteste Sommerreiseziel der königlichen Familie des Hauses Savoyen und leistete einen großen Beitrag zum Aufbau Italiens.
Garassio hat seit 1890 an der Bahnstrecke Ceva–Ormea einen Bahnhof. Der Bahnbetrieb wurde ab dem 17. Juni 2012 eingestellt. 2016 mit der Wiedereröffnung der Strecke für touristische Zwecke wird der Bahnhof kurzzeitig in Betrieb genommen.

## Sehenswürdigkeiten
- Die Pfarrkirche Mariä Himmelfahrt aus dem 18. Jahrhundert.
- Die Kirche Santa Caterina d’Alessandria.
- Die Bruderschaft San Giovanni aus dem 16. Jahrhundert.
- Das Heiligtum Unserer Lieben Frau von den Gnaden von Valsorda.
- Die Kartause und das Schloss von Casotto aus dem Jahr 1700, das von den Königen Carlo Alberto und Vittorio Emanuele II. in einen Palast umgewandelt wurde.
- Interessant sind auch die Überreste der mittelalterlichen Mauern und der Burg.

## Persönlichkeiten
- Giorgio Giugiaro (* 1938), Industriedesigner
- Giuseppe Penone (* 1947), Künstler